# Sphaeroderus lecontei
Sphaeroderus lecontei är en skalbaggsart som beskrevs av Pierre François Marie Auguste Dejean. Sphaeroderus lecontei ingår i släktet Sphaeroderus och familjen jordlöpare. Inga underarter finns listade i Catalogue of Life.